# Sebastian Bach
Sebastian Bach, geboren als Sebastian Philip Bierk (Freeport (Bahama's), 3 april 1968), is een Canadese rock- en heavymetalzanger, die van 1987 tot 1996 succes behaalde als frontman van Skid Row. Hij vervolgt een solocarrière, speelde op Broadway en trad op in film en televisie zoals Trailer Park Boys en Gilmore Girls.

## Biografie

### Kid Wikkid (1983-1985)
De leden van Kid Wikkid waren gevestigd in Peterborough (Ontario). Bij het horen van de band en niet op de hoogte van hun leeftijd, deed de 14-jarige Bach auditie voor de band en werd ingehuurd door gitarist en bandleider Jason Delorme. Kid Wikkid verhuisde terug naar Toronto en de vader van Bach liet Bach uiteindelijk bij een tante intrekken.

### Skid Row (1987-1996)
Skid Row werd aanvankelijk halverwege de jaren 1980 geformeerd met zanger Matt Fallon. Ze begonnen te spelen bij verschillende clubs in New Jersey. Fallon verliet de band in 1987 en liet Skid Row zonder zanger achter. Bach werd gespot tijdens het huwelijk van rockfotograaf Mark Weiss door de ouders van Jon Bon Jovi, die hem vervolgens benaderden en voorstelden om contact op te nemen met de vriend van hun zoon Dave Sabo, die op zoek was naar een zanger voor zijn band. Op dat moment was Bach op zijn hoede om lid te worden van een andere in de Verenigde Staten gevestigde band na zijn negatieve ervaring in zijn vorige band Madam X, maar toen hij de demotapes van Skid Row hoorde, vloog Bach naar New Jersey om auditie te doen en werd begin 1987 de leadzanger van de opkomende band.
In 1991 werd Bach bekritiseerd omdat hij een T-shirt droeg met de tekst "AIDS Kills Fags Dead". Later beweerde hij dat hij het droeg zonder het eerst te lezen. Het was hem toegeworpen door een fan. Hoewel hij het incident in zijn oorspronkelijke verontschuldiging belichtte (waarin hij zei dat hij ook beledigd zou zijn geweest door iemand die de toenmalige recente dood van zijn grootmoeder bespotte met een "Cancer Kills Grandmas Dead"-shirt), heeft Bach zich er sindsdien voor verontschuldigd en heeft hij de verklaring afgewezen. 'Dat was echt stom en verkeerd voor mij om dat een half uur in mijn leven te dragen. Wat niemand ter sprake brengt, is in 2000, toen ik in Jekyll & Hyde was en op een veiling voor Broadway Cares, doneerde ik $12.000 van mijn eigen geld om aids te bestrijden'. In 1993 toerde Bach kort met Triumph na de publicatie van hun album Edge of Excess als leadzanger, tot de band later dat jaar uit elkaar ging.
Na meningsverschillen over muzikaal materiaal werd Bach in 1996 ontslagen bij de band. Er deden echter geruchten de ronde dat hij de band had verlaten, omdat zijn andere bandleden van mening waren dat ze niet als voorprogramma van KISS moesten spelen. Bandmaat Rachel Bolan had ook het bijproject, de punkband Prunella Scales, die tegelijkertijd met de geplande KISS-show speelde. De kloof tussen Bach en de andere bandleden leidde er vervolgens toe dat hij Skid Row verliet. Vier jaar later was Skid Row een van de openingsacts van de Kiss Farewell Tour 2000, zonder Bach.

### Broadway en andere projecten (1996-2006)
In 1996 formeerde Bach The Last Hard Men, met Frogs-gitarist Jimmy Flemion, Breeders-leadgitariste Kelley Deal als bassiste en Smashing Pumpkins-drummer Jimmy Chamberlin. De band nam een volledig gelijknamig album op voor Atlantic Records, die er vervolgens voor koos het niet uit te brengen. In 1998 werd het uitgebracht bij het label Nice Records van Kelley Deal, zonder tamtam en een zeer beperkte oplage van 1.000 cd's. Deze reeks is mogelijk alleen via postorder verkocht. In 1999 bracht Bach zijn debuut soloalbum Bring' Em Bach Alive! uit, zijn eerste publicatie na zijn vertrek uit Skid Row. Het was voornamelijk een live-album met Bachs Skid Row-liedjes en presenteerde ook vijf nieuwe studio-opnamen, waaronder de single Superjerk, Superstar, Supertears. In 2000 begon Bach op te treden in Broadway-producties. Hij maakte zijn Broadway-debuut met de titelrol(len) in Jekyll & Hyde in april 2000. Hij verscheen ook als Riff Raff in The Rocky Horror Show in 2001. Op 28 november 2001 trad Bach op in New York Steel, een benefietconcert in reactie op 9/11.
Begin 2002 werd hij de gastheer van VH1's Forever Wild. In oktober van datzelfde jaar werd Bach gecontracteerd om op te treden in de nationale tourneeproductie van Jesus Christ Superstar, waarin hij de titelrol speelde naast JCS-veteraan Carl Anderson. De dvd-video Forever Wild met live-optredens werd uitgebracht in juni 2004. In datzelfde jaar hernam hij de titelrol(len) in een andere vertoning van Jekyll and Hyde. Ergens in 2003 probeerde Bach Velvet Revolver uit voordat de band Scott Weiland vond, maar werd afgewezen omdat ze volgens Slash klonken als Skid Roses! Van 2003 tot 2007 had Bach een terugkerende rol in de WB-televisieshow Gilmore Girls als Gil, de leadgitarist in Lane Kims band Hep Alien. Leden van Bach Tight Five (een project gestart door Bach in 2004, maar kort daarna ontbonden) woonden bij Bach en zijn familie zoals gedocumenteerd in VH1's I Married ... Sebastian Bach, een van de I Married ...-series. In 2005 werkte Bach samen met Henning Pauly als zanger op het Frameshift-album An Absence of Empathy, dat in april 2005 uitkwam. Hij werd Henning aanbevolen door James LaBrie van Dream Theater.
Op 12 en 14 mei 2006, bij de Guns N' Roses opwarmshow in de Hammerstein Ballroom in New York, trad Bach op met Axl Rose op het podium voor het nummer My Michelle. Hij voegde zich de volgende nacht (15 mei) bij Rose en de rest om opnieuw My Michelle te zingen. Hij vergezelde hen ook voor hun Pre-Download Festival-show in Hammersmith Apollo in Londen, terwijl hij My Michelle zong. Rose introduceerde Bach door te zeggen dat de twee hun vriendschap de afgelopen week opnieuw hadden opgewekt, na zich 13 jaar niet te hebben gesproken. Op 4, 9 en 11 juni trad hij opnieuw op met Rose op het podium van het Gods of Metal Festival 2006 (Milaan), het Download Festival in respectievelijk RDS Dublin en Donington. Op 23 september 2006 stond hij opnieuw op het podium bij Axl op het Inland Invasion festival van KROQ-FM in Californië voor een vertolking van My Michelle.

### Supergroup enAngel Down(2006-2010)
Bach speelde met Ted Nugent, Evan Seinfeld, Jason Bonham en Scott Ian in de VH1-show Supergroup in mei 2006. De muzikanten vormden de band Damnocracy voor de realityshow, waarin ze twaalf dagen in een herenhuis in Las Vegas woonden en muziek creëerden. Hij kondigde een partnerschapslabel aan met EMI om samen een label te creëren dat eigendom is van Bach, waaronder zijn album Angel Down, dat op 20 november 2007 werd uitgebracht. Bach nam ook achtergrondzang op voor het nummer Sorry op Guns N 'Roses' lang uitgestelde Chinese Democracy, dat in november 2008 werd uitgebracht. Hij speelde de zomer van 2008 met Poison en Dokken. Bach was de winnaar van het tweede seizoen van de CMT realityshow Gone Country.

### Kicking & Screamingen Sterling's vertrek (2010-2012)
Bach toerde als openingsact voor GNR's "Chinese Democracy Tour" 2009-2010 en speelde My Michelle met Axl Rose in Quebec op 1 februari 2010. Op 5 januari 2011 was hij te zien in de Jimmy Fallon Show van NBC in een live optreden en een daaropvolgende video van We Are The Ducks, een power ballad geschreven voor de University of Oregon Ducks, die zal spelen in de BCS nationale kampioenswedstrijd op maandag 10 januari 2011. In 2011 werd Bach geïnterviewd door de Britse metalcore band Asking Alexandria in het maart/april nummer van Revolver. De band is fan van Skid Row en behandelde twee van hun song het voorgaande jaar van het interview. In hetzelfde jaar trad Bach op met Youth Gone Wild met de band live bij de Revolver Golden Gods Awards en Rock on the Range. Bach werd ook gefilmd in hun videoclip Closure.
Bach zorgde voor de stem van Prince Triton, de rebelse zoon van koning Neptunus, in de aflevering SpongeBob SquarePants SpongeBob and the Clash of Triton in 2010. Op 15 juni 2011 onthulde Bach dat de titel van zijn aankomende soloalbum Kicking & Screaming zou zijn. In 8 juli 2011 werden tracklist, cover art en titel van de eerste single onthuld. Het werd uitgebracht op 27 september 2011 voor Noord-Amerika en wereldwijd en 23 september 2011 voor Europa bij Frontiers Records. Op 13 augustus 2012 werd Nick Sterling door Bach ontslagen nadat hij had geweigerd een overeenkomst te ondertekenen om in een geheime tv-show te verschijnen.

### Big Noize (2012-2013)
De in 2007 opgerichte band Big Noize was een All-Star band, bestaande uit oprichter en drummer Vinny Appice (Black Sabbath, Dio, Heaven & Hell) plus andere 'monsters' zoals gitarist Carlos Cavazo (Quiet Riot), later vervangen door George Lynch (Dokken, Lynch Mob), bassist Phil Soussan (Ozzy Osbourne) en zanger Joe Lynn Turner (Rainbow). Turner werd vervangen door Bach voor het Kavarna Rock-festival op 14 juli 2012 en voor een tournee naar Zuid-Amerika, te beginnen in Chili op 9 juli 2013.

### Give' Em Hell(2013-heden)
Op 30 april 2013 bevestigde Bach via Twitter dat er een nieuw studioalbum in de maak was. Hij zei verder dat Bob Marlette zou terugkeren als producent. Bach werkte voor het komende album samen met John 5, Duff McKagan en Steve Stevens. Op 13 januari 2014 werd Give' Em Hell aangekondigd met een toekomstige publicatiedatum van 22 april 2014. Hij verscheen ook in twee Trailer Park Boys afleveringen van hun seizoen 2014. In 2014 voltooide Bach zijn Give' Em Hell-toer en in 2015 ging Bach weer op tournee met de titel 18 and LIVE. In 2019 toerde Bach achter het 30-jarig jubileum van het titelloze debuutalbum van Skid Row en speelde het live in zijn geheel.
In maart 2024 kondigde Bach zijn nieuwe album Child Within the Man aan. Het werd op 10 mei uitgebracht.

## Privéleven
Bach werd geboren op de Bahama's en groeide op in Peterborough, Ontario. Ooit woonde hij in Red Bank (New Jersey). In augustus 2011 werd zijn huis in New Jersey beschadigd door de orkaan Irene en onbewoonbaar verklaard. Er waren verschillende KISS- en Skid Row-artefacten (waaronder Skid Row-mastertapes) in het huis, maar geen enkele was beschadigd. De kunst van zijn vader, stripboeken en de KISS-waterspuwers van hun tournee uit 1979 werden ook geborgen.
Halverwege de jaren 1980 begon Bach te daten met Maria Aquinar. Het echtpaar kreeg in 1988 een zoon, Parijs. Bach en Aquinar trouwden in juli 1992 en kregen nog een zoon, London, in 1994 en een dochter, Sebastiana, geboren in 2007. Bach en Aquinar scheidden in september 2010. In december 2010 begon Bach te daten met model Minnie Gupta. Ze waren verloofd in april 2012, maar beëindigden hun verloving eind 2014. Op 28 december 2014 verloofde Bach zich met Suzanne Le na twee maanden daten. Ze trouwden in augustus 2015 en wonen momenteel in Los Angeles, Californië. Op 13 juli 2017 onderging Bach een zanggerelateerde hernia-operatie. Een maand later begon hij te herstellen en legde toen uit dat de operatie nodig was, omdat hij letterlijk zijn ingewanden uitschreeuwde.

## Filmografie
Film
- 1992:	A Year and a Half in the Life of Metallica	(backstage gekscherend met Slash en Lars Ulrich, imiterende MTV-presentator Riki Rachtman en voormalig gitarist Dave Mustaine tijdens de stadiontoer van 1992)
- 1999:	Final Rinse	(als Buddy)
- 2000:	Point Doom (als Slim)
- 2010:	Rush: Beyond the Lighted Stage (als zichzelf)
- 2012:	Asking Alexandria: Through Sin and Self-Destruction	(als zichzelf)
- 2012:	Rock of Ages (gastoptreden als rocker)
- 2013:	Sebastian Bach: Kicking and Screaming and Touring (als zichzelf)
- 2013:	Yukon Kornelius (tv-film)
- 2014:	Swearnet: The Movie	(als zichzelf)
- 2016:	Deserted (als Archer)
- 2017:	American Satan (als zichzelf)

Televisie
- 1993:	Saturday Night Live	(als zichzelf, aflevering: Charles Barkley / Nirvana)
- 2000:	MTV Cribs (als zichzelf)
- 2001:	Strange Frequency (als Grim Reaper,	aflevering: Don't Fear the Reaper)
- 2002:	Never Mind the Buzzcocks (als zichzelf)
- 2003–2007: Gilmore Girls (als Gil, 13 afleveringen)
- 2004:	Kiss Loves You (als zichzelf)
- 2006:	Supergroup (als zichzelf, 7 afleveringen)
- 2007:	Trailer Park Boys (als zichzelf, 5 afleveringen)
- 2007:	Celebrity Rap Superstar (als zichzelf)
- 2008:	Robot Chicken	Wildman, Martian Manhunter (stem, aflevering: They Took My Thumbs)
- 2008:	Z Rock (als zichzelf, aflevering: Paul and David Nearly Miss a Huge Gig)
- 2008–2009: Gone Country (als zichzelf, 8 afleveringen)
- 2010:	Celebrity Fit Club (als zichzelf, 5 afleveringen)
- 2010:	SpongeBob SquarePants	Triton (aflevering: The Clash of Triton)
- 2011:	Adults Only	(als Shifty)
- 2012:	The Eric André New Year's Eve Spooktacular (als zichzelf)
- 2013:	Californication (als Tony (Dead Rock Star), aflevering: Dead Rock Stars)
- 2014:	Trailer Park Boys (als zichzelf, 2 afleveringen)
- 2014:	Sing Your Face Off (als zichzelf, 6 afleveringen)
- 2016:	Gilmore Girls: A Year in the Life (als Gil,	1 aflevering)
- 2016:	Trailer Park Boys: Out of the Park  Europa	(als zichzelf, 1 aflevering)
- 2017:	Trailer Park Boys: Out of the Park  VS (als zichzelf, 1 aflevering)

Theater
- 2000:	Jekyll & Hyde (als Dr. Henry Jekyll/Edward Hyde)
- 2001:	The Rocky Horror Show (als Riff Raff)
- 2002–2003: Jesus Christ Superstar	(als Jesus of Nazareth)
- 2004:	Jekyll & Hyde (als	Dr. Henry Jekyll/Edward Hyde)

- Bibliothèque nationale de France: cb14446620z (data)
- Gemeinsame Normdatei: 135018889
- International Standard Name Identifier: 0000 0003 6557 0111
- Library of Congress Control Number: no2007037399
- MusicBrainz: 50f10489-c87e-4df3-800f-be1f8d6bda4b
- Nationale Bibliotheek van Tsjechië: js20080404001
- Istituto Centrale per il Catalogo Unico: UBOV300332
- Système universitaire de documentation: 161366740
- Virtual International Authority File: 305390988